# Федеральне міністерство оборони Німеччини
Федеральне міністерство оборони Німеччини (нім. Bundesministerium der Verteidigung, BMVg) — одне з міністерств Німеччини, несе відповідальність за діяльність та розвиток збройних сил Німеччини. Міністр оборони Німеччини також є головнокомандувачем збройних сил Німеччини.
Міністр оборони Німеччини — Борис Пісторіус (із 17 січня 2023).

## Історія
Ще в 1950 році тодішній федеральний канцлер Конрад Аденауер доручив Теодору Бланку керувати плануванням оборонного внеску Федеративної Республіки Німеччина. У грудні 1950 року близько 20 співробітників розпочали інтенсивну підготовчу роботу в офісі Бланка, який отримав назву «Уповноважений федерального канцлера з питань, пов'язаних зі збільшенням об'єднаних збройних сил». До червня 1955 року так зване відомство Бланка налічувало понад 1300 співробітників. 7 червня 1955 року воно було перейменоване на Федеральне міністерство оборони, і ця назва була також закріплена в Основному законі, до якого невдовзі були внесені поправки. 30 грудня 1961 року назву було змінено (але не в Основному законі) - як один з класичних відомств, таких як Міністерство закордонних справ, Міністерство фінансів, Міністерство внутрішніх справ і Міністерство юстиції - на Федеральне міністерство оборони.

## Підвідомчі структури та відділи
- Армія
- Флот
- Об'єднаний штаб служби підтримки
  - Військова служба контррозвідки
- Об'єднаний штаб медичної служби
  - Адміністрація судоустрою
  - Військовий капелан
  - Адміністрація інформаційних технологій та озброєнь
  - Адміністрація набору на військову службу